# هنري إم. كيمبل
هنري إم. كيمبل هو محامي وسياسي أمريكي، ولد في 27 أغسطس 1878، وتوفي في 19 أكتوبر 1935 في كالامازو في الولايات المتحدة. نشط حزبياً في الحزب الجمهوري. وقد انتخب عضو مجلس النواب الأمريكي ‏.